# Begonia masoalaensis
Espèce
Begonia masoalaensis est une espèce de plantes de la famille des Begoniaceae.
Elle a été décrite en 2011 par Mark Hughes.